# Villalbilla de Gumiel
Villalbilla de Gumiel es una localidad y un municipio situados en la provincia de Burgos, comunidad autónoma de Castilla y León (España), comarca de La Ribera, partido judicial de Aranda, ayuntamiento del mismo nombre.

## Geografía
Es un pequeño pueblo de apenas cien habitantes de la provincia de Burgos.
Forma parte de la Mancomunidad de La Yecla, con sede en Santa María del Mercadillo.
Situado a dieciocho kilómetros de Aranda de Duero, capital de la comarca de la Ribera del río que lleva su nombre, el pueblo es un enclave natural que enlaza con las aldeas de alrededor, a saber, Gumiel de Izán (a 7,5 km), Tubilla del Lago (a 4 km), Valdeande (a 6 km), Santa María del Mercadillo (a 10 km) y Pinilla Trasmonte (a 7 km).
Autovía del Norte  de Madrid a Irún.

## Historia
Así se describe a Villalbilla de Gumiel en el tomo XVI del Diccionario geográfico-estadístico-histórico de España y sus posesiones de Ultramar, obra impulsada por Pascual Madoz a mediados del siglo XIX:

Aldea con ayuntamiento en la provincia, audiencia territorial, capitanía general de Burgos (12 leguas), partido judicial de Aranda de Duero (2 ½), diócesis de Osma (10); Situada en un elevado cerro, donde le combaten todos los vientos, su clima es frío, y se padecen pleuresías e inflamaciones. Tiene 51 casas; escuela de instrucción primaria común a ambos sexos; una iglesia parroquial (Santiago) servida por un cura párroco y un sacristán; contiguo a ella está el cementerio. El término confina N Pinilla de Trasmonte; E Tubilla del Lago; S Villanueva de Gumiel, y O Gumiel de Izán. El terreno es fuerte, abundante en manantiales, que forman el arroyo a que da nombre el pueblo. Los caminos son locales. El correo se recibe de Aranda por diligencia de los interesados. Producciones: cereales, legumbres, patatas, cáñamo y vino; cría ganado lanar y caza de liebres. Población: 28 vecinos, 100 almas. Capital productivo: 550.800 reales. Imponible: 53.291. Contribución: 3.071 reales 18 maravedíes.
Diccionario geográfico-estadístico-histórico de España y sus posesiones de Ultramar

## Monumentos y lugares de interés
- Ermita del pueblo a la entrada del mismo, conocida popularmente como la Pilarica, que parece saludar a la carretera y a sus viajeros deseándoles buen viaje.
- En las afueras del pueblo se encuentra el río Gromejón.
- Bajada al molino más allá del término de Barrancón.
- Iglesia de Villalbilla, un singular crisol de mezclas de culturas que se erigen en la originalidad de un edificio único dotado de unas curiosas formas que resaltan a la vista. De estilo románico, tiene pequeña pero interesante portada con esculturas a ambos lados, que representan un caballero cristiano del siglo XI y la serpiente emplumada.

## Demografía
Villalbilla de Gumiel cuenta con una población de 74 habitantes (INE 2024).
| Gráfica de evolución demográfica de Villalbilla de Gumiel entre 1842 y 2021 |
| |
| Población de derecho según los censos de población del INE. Población de hecho según los censos de población del INE.En estos censos se denominaba Villalvilla de Gumiel: 1842, 1857, 1860, 1877 y 1887. |

## Cultura

### Fiestas
- Fiestas del patrono Santiago, 25 de julio. Estas duran una media de tres días, dependiendo de su ubicación en el año al coincidir con fines de semana o días laborales.
- Fiestas en honor a la Virgen del Pilar: a mediados de agosto, durante la emergente Semana Cultural, la asociación de vecinos realiza una ofrenda en su ermita. No obstante, se celebran los días 2 de enero y 12 de octubre .

### Peñas en fiestas
Las peñas en las fiestas patronales de Santiago son las encargadas de animar los días en honor al santo patrón. Principalmente existieron algunas que se formaron hace ya bastantes años, y actualmente juntas forman una sola peña.
Hoy en día, las nuevas generaciones del pueblo siguen adelante con esa costumbre intentando animar un pueblo en el que la población se triplica durante las vacaciones de verano.

### Matanzas
Cabe decir que durante el puente de la Constitución, a primeros de diciembre (6-8), se ha venido recuperando desde hace algunos años la tradición de la matanza, tan popular en esta zona de la meseta castellana a lo largo de la historia y que cuenta con la elaboración de los productos típicos del cerdo como la panceta, el chorizo o la morcilla.
Esta recuperación se está viendo influenciada por la dedicación de un hombre, José Manuel Parra, para con el pueblo y su cámara de apoyo. De todos, pero sobre todo suyo, y de la A.D.C. Asomatus, agrupación formada por la mayoría del pueblo, salió la idea de la creación de todo lo que hoy en día compone la riqueza cultural y el esfuerzo de Villalbilla por recuperar su pasado.

### Marzas
Las marzas tienen su origen en la época romana, se cantan a las 12 de la noche del último día de febrero. Se forman dos cuadrillas que se van alternando, como es habitual en la zona, en el canto de las 83 estrofas que las componen. 

### Romería de Santo Cristo

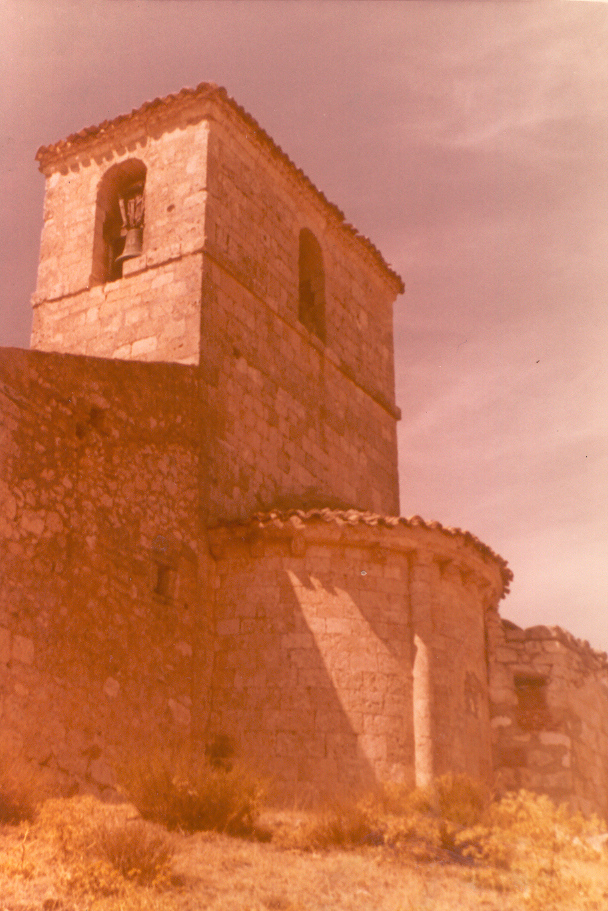
Ábside y torre de la ermita de Reveche. Vista trasera.

La ermita de Reveche, perteneciente al estilo románico tardío de la península, se encuentra situada en el despoblado de Reveche, en el término de Gumiel de Izán, en los límites con los términos municipales de Oquillas y Villalbilla de Gumiel.
Dos romerías se celebran en torno a esta ermita de Reveche, la que realizan al calor del mes de junio las localidades de Villalbilla y Oquillas, que permanecen hermanadas desde hace años, y la que realizan en septiembre los moradores de Gumiel de Izán.

## Monumentos y lugares de interés
- - Aranda de Duero: Capital de la Ribera del Duero - 17 km
- - Peñaranda de Duero: Palacio de Avellaneda - 30 km
- - Caleruega: Monasterio de Santo Domingo de Guzmán- 14 km
- - Santo Domingo de Silos: Monasterio de Santo Domingo de Silos - 30 km
- - Parador Nacional: en Lerma - 40 km